# UC3 Nautilus
UC3 Nautilus var en privatbygget ubåd, der blev søsat lørdag den 3. maj 2008 i København. Ubåden er bygget af Peter Madsen (også kendt som Raket-Madsen) med støtte fra en gruppe hjælpere. Det var Peter Madsens tredje ubådsdesign. Ubåden blev i flere medier omtalt som den største privatbyggede ubåd i verden, men f.eks. i Colombia er der set større privatbyggede ubåde.
På søsætningstidspunktet var ubåden et nøgent skrog og var ikke fuldt udstyret endnu, men vejede alligevel 32 tons. Nautilus var næsten en halv størrelse af den danske flådes ubåde af Tumleren-klassen og blev drevet diesel-elektrisk. Den dykker til ca. halvdelen af de danske militære ubådes dybde. Ubåden blev på søsætningsdagen bugseret til udrustning ved kunstnerskibet M/S Halfmachine.

## Konstruktionshistorie
I august 2009 blev Nautilus selvfremdreven, da styremaskinen og den ene af de to dieselmotorer blev indbygget. Hendes første rigtige tur for egen kraft blev sejlet af en gruppe personer, der næsten alle havde relationer til søværnets nu nedlagte ubådseskadre. De skulle sejle ubåden og vurdere hendes manøvreegenskaber, hvilket de gav en positiv kritik af.
I oktober 2008 kunne hun dykkes for første gang. Båden havde to 1500 liters trimtanke med varierende beholdning af ferskvand og fuel m.m. kompenseres ved at øge eller mindske beholdningen af søvand i dette trimsystem. Trimningen kan enten foretages med trimpumpen som er normal procedure, eller med trykluft som er nødproceduren hvis trimpumpen svigter. Hovedtankene, som er på 8000 liter fyldes og tømmes altid med trykluft, og der kan tages op til 400 liter vand ind eller ud per sekund. Nautilus kunne derfor gå fra at sejle på overfladen til periskopdybde på ca. 20 sek. Båden havde en teoretisk sammenbrudsdybde på omkring 400-500 meter. Men, som en sikkerhedsforanstaltning, blev ubåden kun neddybbet til 100 meter under overfladen ved normale forhold.
Efter flere forbedringer kunne ubåden sejles af kun én person og snorkeldykke. Dens besætning kunne være op til otte personer, og den bevægede sig med syv til ni knob, afhængigt af vejret, og om den var oppe på overfladen eller neddykket.
I foråret 2009 blev snorklen installeret, så Nautilus nu kunne sejle neddykket på diesel, og i august 2009 sejlede ubåden ud fra Køge Havn, neddykket. Med et nyindrettet kontrolrum kunne ubåden sejles af kun én person via dens elektroniske sensorer og fem kameraer. Nautilus kunne sejle for diesel i op til otte minutter uden forbindelse med overfladen, og i den periode faldt trykket om bord til noget, der svarer til trykket i 10.000 fods højde. Motorerne sugede som på alle snorkel-ubåde luft fra ubådens indre, så trykket falder, og i sommeren 2009 blev der bl.a. installeret dybderorsstyring og et elektronisk kontrolrum.
På en tur ved Refshaleøen var ubåden besøgt af en gruppe ubådsentusiaster fra Subsim.org, som for en dag skiftede computersimulation af ubådsoperationer ud med en rigtig ubåd. Spiludviklere fra Ubisoft var også om bord for at finde inspiration til deres ubåds computerspil; Silent Hunter.  De skulle prøve at operere ventiler og ballastsystemer selv. 
Der var ingen torpedorør, men små vinduer i stedet, så man kan kigge ud. Nautilus blev bygget med hjælp fra omkring 25 personer og var finansieret via frivillig arbejdskraft og sponsorer og kostede i alt ca. 1,5 millioner kr. I 2010 blev Nautilus brugt som rekreativt fritidsfartøj af arbejdsgruppen, der har bygget hende.
Efter en tvist mellem ubådsforeningen og Peter Madsen overdrog ubådsforeningen ubåden til Peter Madsen.

## Forlist august 2017
Den 11. august 2017 blev ubåden meldt savnet efter sidst at have været set ved Drogden Fyr ud for Amager. Peter Madsen var sejlet ud d. 10. august om aftenen med den svenske journalist Kim Wall og da de ikke var vendt tilbage efter midnat blev en stor eftersøgning sat i stand.
Senere på dagen blev den fundet sejlende i Køge Bugt. Kort tid efter ubåden blev fundet sank den godt 2 sømil  syd for Amager. Peter Madsen blev reddet i land, men den kvindelige svenske journalist var ikke længere om bord. Da politiet mistænkte Peter Madsen for drab på journalisten, blev ubåden efterfølgende bjerget og undersøgt, hvor man kunne konstatere at Peter Madsen havde sænket UC3 Nautilus med vilje. 10 dage senere fandt man liget af Kim Wall i Køge Bugt, og den 25. april 2018 blev Madsen idømt fængsel på livstid for mordet på Wall. I december 2018 oplystes det, at ubåden var blevet skåret op og skrottet således at den ikke længere eksisterer.

## Tekniske data
- Maksimal hastighed 9 knob.
- Maksimalt 8 mand besætning.
- Længde 17,76 m.
- Bredde 2 m.
- Akkumulatorerne vejer alene 1.5 tons.
- Vægt 40 tons ubåd.